# Championnats du monde d'escalade 2016
Navigation
Édition précédente Édition suivante
Les Championnats du monde d'escalade de 2016 ont lieu à Paris du 14 au 18 septembre. Il s'agit de la 14e édition des Championnats du monde et de la 4e édition des Championnats du monde de handi-escalade.

## Organisation
La Fédération internationale d'escalade (IFSC) confie l'organisation à la Fédération française de la montagne et de l'escalade (FFME) qui a proposé d'accueillir l'évènement à Paris. Près de 500 compétiteurs venant de plus de 50 pays prennent part à l'évènement.
Toutes les épreuves sont organisées dans l'AccorHotels Arena située dans le quartier de Bercy. C'est la troisième fois que ce lieu accueille un grand championnat international d'escalade, après les Championnats d'Europe de 2008 et les Championnats du monde de 2012. L'enceinte rénovée permet aux organisateurs d'attendre environ 20 000 spectateurs.
Le calendrier des épreuves s'étale sur cinq jours où se mêlent les disciplines du bloc, de la difficulté, et de la vitesse, ainsi que des épreuves de handi-escalade.
| dates →      | me 14 | je 15 | ve 16 | ve 16 | sa 17 | sa 17 | di 18 |
| événements ↓ | j     | j     | j     | s     | j     | s     | j     |
| ------------ | ----- | ----- | ----- | ----- | ----- | ----- | ----- |
| bloc         |       | Q     |       |       | D     |       | F     |
| bloc         | Q     |       |       | D     |       | F     |       |
| difficulté   | Q     |       |       | D     |       | F     |       |
| difficulté   |       | Q     |       |       | D     |       | F     |
| vitesse      |       |       | Q     |       |       |       | F     |
| vitesse      |       |       | Q     |       |       | F     |       |
| handi.       | Q     | Q     |       | F     |       | F     | F     |

| Q | Qualifications | D | Demi-finales | F | Finales | Compétition féminine | Femmes | Compétition masculine | Hommes |

## Podiums

### Bloc
| Catégorie | Or             | Argent      | Bronze        |
| --------- | -------------- | ----------- | ------------- |
| Femmes    | Petra Klingler | Miho Nonaka | Akiyo Noguchi |
| Hommes    | Tomoa Narasaki | Adam Ondra  | Manuel Cornu  |

### Difficulté
| Catégorie | Or             | Argent         | Bronze         |
| --------- | -------------- | -------------- | -------------- |
| Femmes    | Janja Garnbret | Anak Verhoeven | Mina Markovič  |
| Hommes    | Adam Ondra     | Jakob Schubert | Gautier Supper |

### Vitesse
| Catégorie | Or              | Argent                    | Bronze           |
| --------- | --------------- | ------------------------- | ---------------- |
| Femmes    | Anna Tsyganova  | Anouck Jaubert            | Iuliia Kaplina   |
| Hommes    | Marcin Dzieński | Reza Alipourshenazandifar | Aleksandr Shikov |

### Classement du combiné des épreuves
Seuls les compétiteurs qui ont participé aux épreuves des trois disciplines sont inclus dans ce classement.
| Catégorie | Or                | Argent           | Bronze           |
| --------- | ----------------- | ---------------- | ---------------- |
| hommes    | Sean McColl (3)   | Manuel Cornu     | David Firnenburg |
| femmes    | Elena Krasovskaia | Claire Buhrfeind | Charlotte Durif  |

### Handi-escalade
| Catégorie                                    | Or                    | Argent              | Bronze                       |
| -------------------------------------------- | --------------------- | ------------------- | ---------------------------- |
| Déficient visuel B1 hommes                   | Koichiro Kobayashi    | Nicolas Moineau     | Matteo Stefani               |
| Déficient visuel B2 hommes                   | Sho Aita              | Mathieu Barbe       | Simone Salvagnin             |
| Amputation d’un membre inférieur AL-2 hommes | Albert Guardia Ferrer | Julien Gasc         | Iván Germán Pascual          |
| Amputation d’un membre inférieur AL-2 femmes | Lucie Jarrige         | Kate Sawford        | Esme Harte                   |
| Amputation d’un membre supérieur AU-2 femmes | Maureen Beck          | Melinda Vigh        | Lucia Capovilla              |
| Mobilité réduite RP1 hommes                  | Korbinian Franck      | Nils Helsper        | Connor King                  |
| Mobilité réduite RP2 hommes                  | Nive Porat            | Alessio Cornamusini | Vladimir Netsvetaev-Dolgalev |
| Mobilité réduite RP3 hommes                  | Romain Pagnoux        | Mathieu Besnard     | Gregor Selak                 |
| Mobilité réduite RP3 femmes                  | Elodie Orbaen         | Oriane Moreno       | Aika Yoshida                 |